# المحرر العربي برو
المحرر العربي برو(بالإنجليزية: Arabic Editor Pro)‏: هو برنامج حاسوب صمم من قبل شركة ساميت سوفت البريطانية  
لتحرير الوثائق باللغة العربية على أي نظام ويندوز معرب أو غير معرب دون الحاجة لاستخدام لوحة مفاتيح 
عربية۔
تم إصدار النسخة الأولى من هذا البرنامج في عام 2008 وهو يعتبر نسخة مطورة لبرنامج المحرر العربي الذي تم 
اصداره في أكتوبر 1999۔
مايميز البرنامج هو استخدامه لخوارزميات  متقدمة لطباعة الأحرف العربية وحركات التشكيل كوحدات مستقلة،
حيث يسمح بتغيير حجم، لون وموقع حركة التشكيل بطريقة مستقلة بدون التأثير على الأحرف۔ كما تم إضافة
مفتاح جديد إلى البرنامج لإدخال مسافات فراغ صغيرة بين الأحرف لكتابة العربية بجودة عالية لانظير لها۔

## لمحة تاريخية

### من 1999 إلى 2008
قامت شركة ساميت سوفت بتطوير برنامج المحرر العربي لحل مشكلة طباعة العربية على نظام ويندوز 95 ونظام 
ويندوز 98 الغير معرب۔ حينها لم يكن بمقدور المستخدم بتحرير الوثائق العربية اِلاَّ باستخدام الويندوز العربي، 
برمجيات باهظة الثمن أو برمجيات الإبل ماكنتوش۔
ثمن الإصدار الأول من البرنامج كان 29 دولار أمريكي وهو يعتبر ثمنا زهيدا مقارنة بسعر الويندوز العربي أو البرمجيات 
الاخرى۔
الإصدار الأول من البرنامج كان يحتوي على لوحة مفاتيح افتراضية لفظية مصممة على حسب نطق الاحرف العربية و 
مايقابلها من الاحرف الإنجليزية۔ 
في الإصدار الثاني تم إضافة لوحة المفاتيح الويندوز العربي إلى البرنامج وأيضا قامت الشركة بتطوير برنامج القارئ 
العربي الذي تم توزيعه مجانا للسماح بقرأة مستندات المحرر العربي دون الحاجة لشراء المحرر۔
بعد ذلك تم إضافة مزايا كثيرة إلى البرنامج في الإصدارات اللاحقة حتى عام 2008

### من 2008 إلى 2014
في 2008 قامت ساميت سوفت بتنزيل الإصدار الأول من برنامج المحرر العربي برو وضم كل مميزات المحرر 
العربي مع بعض الخصائص الفريدة مثل دعمه للاطارات والسماح بادخال الكلمات العربية الأكثر استخداما بسهولة۔
وتوالت بعد ذلك إصدارات أخرى للبرنامج كان اخرها الإصدار الخامس في 2013 والذي دعم ادخال الصور وتعديلها 
في البرنامج۔

## لغة البرمجة
تم تطوير البرنامج باسخدام لغة السي بلس بلس ومكتبة الام ف سي واعتمدت ساميت سوفت نظام الاوبجتك ديزين 
تكنالوجي في تصميم خوارزميات البرنامج۔

## خصائص المحرر العربي برو
1 تحرير الوثائق العربية والإنجليزية على أي نظام ويندوز معرب أو غير معرب دون الحاجة للوحة مفاتيح 
عربية أو أي برامجيات أخرى
2 يستخدم تقنية جديدة لكتابة العربية، حيث يتعامل مع الأحرف وحركات التشكيل كوحدات مستقلة مما يعطي 
المستخدم تحكم كامل بكتابة العربية بجودة عالية لا نظير لها
3 يدعم كل الاحرف العربية وحركات التشكيل بما فيها الناقصة من لوحة المفاتيح العربية مثل همزة الوصل والألف 
الخنجرية التي تكتب فوق حرف الميم في كلمة الرحمن
4 يسمح للمستخدم بتغيير حجم، لون، الوضع الافقي والوضع الرأسي لحركات التشكيل بطريقة مستقلة دون التأثير 
على الاحرف
5 يدعم خاصية ادخال كل الأشهر، الأيام، العملات، أكثر الكلمات العربية استخداما والزخارف الشرقية بضغطة مفتاح 
واحدة
6 يسمح بادخال الصور وتغيير حجمها، موقعها، تعديل لونها وتدويرها
7 يسمح بنسخ النص العربي من الانترنت أو أي برمجيات أخرى ولصقها في المحرر العربي وتحويلها من نص غير 
مرتب إلى نص منسق وجميل
8 يسمح للمستخدم بتصميم عدد لانهائي من الاطارات العربية والشرقية واختيار أي صورة كاخلفية للنص
9 يحل مشكلة كتابة العربية في برمجيات التصميم مثل الفلاش،الفوتوشوب، الكارل درو والاوثو كاد وغيرهم
10 يدعم الطريقة اللفظية في طباعة الاحرف العربية
11 يدعم خاصية نطق الأحرف والاعداد عند طباعتها مما يسهّل تعلمها لدارسي العربية
12 يملك محرك بحث متقدم يمكنه ايجاد الكلمات المشكلة حتى لو تم اِدخال كلمات البحث بدون تشكيل، كما يحدد 
عدد الكلمات، الاحرف أو حركات التشكيل التي تم البحث عنهم
13 يقدم دعم كامل لواجهة البرنامج باللغتين العربية والإنجليزية، حيث يمكنك تحويل الواجهة من اللغة العربية إلى 
الإنجليزية أو العكس
14 يسمح باظهار حركات التشكيل لأواخر الأحرف فقط كما يسمح ايضاً بإخفاء أو حذف كل حركات التشكيل
15 لضمان جودة الكتابة يدعم البرنامج خاصية إدخال مسافات صغيرة بين الأحرف باستخدام المفتاحين
Shift + Spcae key

## إصدارات المحرر العربي برو
2008 إصدار يسمى Arabic Editor Pro Version 1.0
2009 إصدار يسمى Arabic Editor Pro Version 2.0
2010 إصدار يسمى Arabic Editor Pro Version 3.0
2011 إصدار يسمى Arabic Editor Pro Version 4.0
2012 إصدار يسمى Arabic Editor Pro Version 4.5
2013 إصدار يسمى Arabic Editor Pro Version 5.0